# Primo applauso (programma televisivo)
Primo applauso è stato un varietà televisivo, andato in onda in prima serata sul Programma nazionale (l'attuale Rai 1) nel 1956 per 36 puntate (dal 29 aprile al 30 dicembre) e condotto da Enzo Tortora, inizialmente in coppia con Silvana Pampanini. Registi del programma furono: Piero Turchetti, Fernanda Turvani, Giuseppe Sibilla, Ubaldo Parenzo e Lino Procacci.

## Descrizione

### Conduzione
Il programma esordì nella seconda serata di domenica 29 aprile 1956. A partire dalla terza puntata, il programma fu promosso nella prima serata della domenica. Il programma segnò l'esordio di Enzo Tortora sul piccolo schermo. Inizialmente Tortora doveva ricoprire solamente il ruolo di valletto, affiancando la conduttrice principale Silvana Pampanini.; dopo qualche puntata, tuttavia, la Pampanini – che pare non si trovasse a proprio agio con le dinamiche di una trasmissione televisiva che prevedeva la messa in onda in diretta –  abbandonò il programma ed Enzo Tortora rimase come conduttore unico..  Il programma fu ripreso nel 1957 con la conduzione di Silvio Noto ed Emma Danieli.

### Formula

Silvio Noto ed Emma Danieli, presentatori del programma televisivo Rai Primo applauso nell'edizione del 1957

Il programma era quello che oggi verrebbe definito un talent show: si trattava infatti di una gara tra aspiranti volti nuovi per il mondo dello spettacolo, ognuno dei quali si esibiva in una propria specialità (canto, ballo, cabaret, illusionismo, ecc.).
Il programma rappresentò un trampolino di lancio, tra gli altri, per Adriano Celentano e per Aldo Savoldello, che diverrà famoso come Mago Silvan, pseudonimo datogli nella trasmissione da Silvana Pampanini.

### Innovazioni: l'applausometro
Tra le novità della trasmissione, vi fu la sperimentazione, per la prima volta in Italia, di uno strumento che misura l'intensità degli applausi del pubblico e che – con un termine coniato proprio allora da Enzo Tortora – è noto tuttora come applausometro.

### Citazioni
Nel film del 1956 Totò, Peppino e i fuorilegge il programma viene citato da Totò mentre era nelle mani del bandito Ignazio "il Torchio", per lodarne sarcasticamente l'idea di rispedirlo a casa un po' per volta.